# Bergen Binnen (televisieserie)
Bergen Binnen was een Nederlandse komedieserie die uit slechts twee seizoenen bestond (2003-2004) en werd uitgezonden door de VARA. De serie was gemaakt met de bedoeling om de komedieserie Oppassen!!! te vervangen. Opa Willem Bol is in het eerste seizoen van Bergen Binnen dan ook te zien, om als overlapper naar de nieuwe serie te dienen. Frank Houtappels, Richard Ommanney, Jurrian van Dongen en Chiem van Houweninge waren verantwoordelijk voor de scenario's.
Vanwege slechte kijkcijfers heeft de VARA de serie na twee seizoenen geschrapt. De zaterdagavond werd daarna opgevuld met de nieuwe komedieserie Kinderen geen bezwaar, geschreven door Haye van der Heyden. 
De serie is nooit herhaald of op dvd verschenen.

## Verhaal
Bergen Binnen gaat over een villa in de buurtschap Bergen Binnen. In de villa wonen vier bejaarden die worden verzorgd door een echtpaar en hun zoon, die ook alle drie in de villa wonen. Als op een dag een van de bewoners overlijdt, is er een plaats vrij voor Willem Bol. Hij heeft afscheid van zijn familie moeten nemen, die naar Londen is verhuisd. Willem besluit bij de ouderen in te trekken. Uiteindelijk komt hij tot de conclusie dat hij zich moe en ziek voelt en hij kan de drukte in de villa niet goed aan. Daarom besluit hij naar zijn familie te gaan in Londen. In het tweede seizoen is Willem Bol niet meer te zien en doen nieuwe villabewoners hun intrede.

## Seizoen 1 (2003)

### Rolverdeling
- Sigrid Koetse - Charlotte van Heemskerk
- Ingeborg Elzevier - Elly van Zuijlen
- Wim van den Heuvel - Ricardo van den Oever
- Finn Poncin - Cas van Wely
- Ella van Drumpt - Jeannette van Wely
- Tobias Nierop - Rens van Wely
- Dunya Khayame - Dhjalita
- Charlie Chan Dagelet - Mariët
- Hero Muller - Kees Brand

- Ben Hulsman - Willem Bol (aflevering 1, 2, 3, 4, 5, 6, 9, 10)
- Fred Vaassen - Harry Stevens (aflevering 1, 2, 3, 4, 8, 9, 10)
- Edmond Classen - Rogier van Cleef (aflevering 1, 2, 3 en 4)
- Heleen Hummelen - Bella de Hert-van Cleeff (aflevering 2 en 3)
- Sascha Visser - Sander de Hert (aflevering 2)
- Lotje van der Bie - Willemijn de Hert (aflevering 3)

### Afleveringen
| #  | Titel                                                   | Uitzenddatum  |
| -- | ------------------------------------------------------- | ------------- |
| 1  | Achterstallig onderhoud (De verhuizing en het afscheid) | 1 maart 2003  |
| 2  | De zwarte weduwe (Vreemde vogels)                       | 8 maart 2003  |
| 3  | De erfenis                                              | 15 maart 2003 |
| 4  | Voorzichtig, voorzichtig                                | 22 maart 2003 |
| 5  | Lentegekriebel                                          | 29 maart 2003 |
| 6  | Familieportret                                          | 5 april 2003  |
| 7  | Charlotte's verjaardag                                  | 12 april 2003 |
| 8  | Mondje dicht                                            | 19 april 2003 |
| 9  | Hangen                                                  | 26 april 2003 |
| 10 | Het Dilemma                                             | 3 mei 2003    |

## Seizoen 2 (2004)

### Rolverdeling
- Sigrid Koetse - Charlotte van Heemskerk
- Ingeborg Elzevier - Elly van Zuijlen
- Wim van den Heuvel - Ricardo van den Oever
- Finn Poncin - Cas van Wely
- Ella van Drumpt - Jeannette van Wely
- Tobias Nierop - Rens van Wely
- Marnie Blok - Wanda
- Hein van der Heijden - Bert

### Afleveringen
| #  | Titel                               | Uitzenddatum      |
| -- | ----------------------------------- | ----------------- |
| 11 | Klein gebrek, geen bezwaar          | 20 september 2003 |
| 12 | Vroege Vogels                       | 27 september 2003 |
| 13 | Wupke en Wopke                      | 4 oktober 2003    |
| 14 | Honingkoekje, krentenbol            | 11 oktober 2003   |
| 15 | Little Ronnie                       | 18 oktober 2003   |
| 16 | Het spel der liefde                 | 25 oktober 2003   |
| 17 | La Traviata                         | 1 november 2003   |
| 18 | Dennis, Mickey en Willem Jan        | 15 november 2003  |
| 19 | Brandend zand                       | 22 november 2003  |
| 20 | Vraag het aan René                  | 29 november 2003  |
| 21 | Curaçao                             | 6 december 2003   |
| 22 | Ricardo's grote doorbraak           | 13 december 2003  |
| 23 | Vrolijk Kerstfeest                  | 20 december 2003  |
| 24 | Cas in de Alpen                     | 10 januari 2004   |
| 25 | Een jong hart                       | 17 januari 2004   |
| 26 | De onzichtbare man                  | 24 januari 2004   |
| 27 | Relax                               | 31 januari 2004   |
| 28 | De vloek van de Dalai Lama          | 7 februari 2004   |
| 29 | Over de grens van tijd en ruimte    | 14 februari 2004  |
| 30 | All You Need Is Love                | 21 februari 2004  |
| 31 | In de zevende hemel                 | 28 februari 2004  |
| 32 | Vergane glorie                      | 6 maart 2004      |
| 33 | Oost, west, thuis is ook niet alles | 13 maart 2004     |

12 steden, 13 ongelukken · Alles draait om geld · Bergen Binnen · Büch's Boeken · Buitenhof ** · Bureau Kruislaan · Cabaret & Co · Comedytrain presenteert · Deadline · Dr. Ellen · Ernstige Delicten · Factor Giel · Gebak van Krul · GIEL · Herexamen · Hoe bestaat het · Hof van Joosten · Hollands Hoop · In goed gezelschap · Is dat eigenlijk wel zo? · Jules Unlimited · Kanniewaarzijn · Kassa · Kassa 3 · Kinderen geen bezwaar · Kinderen voor Kinderen · Kopspijkers · Kun je het al zien? · Het Lagerhuis · Langs de Leeuw · Langs Sint en De Leeuw · De leugen regeert · Lieve Paul · Lieve Paul & Sint · MaDiWoDoVrijdagshow · De Mega Mike & Mega Thomas Show · Mooi! Weer De Leeuw · Mooi! Weer de Sint · Nieuwslicht · NOVA * · Oppassen!!! · Overspel · Panache · PAU!L · PAU!L en Sint! · Pauls Kadoshow · Pauls Puber Kookshow · Pauw & Witteman · Per Seconde Wijzer · Sint & De Leeuw · Shouf Shouf! · The Sopranos · Stellenbosch ** · Studio Spaan · Thank God It's Friday · Twee voor twaalf · Unit 13 · De verrukkelijke 85 · Vroege Vogels TV · Vuurzee · Waltz ** · De Wereld Draait Door · De wereld van Boudewijn Büch · Wie steelt mijn show? · X De Leeuw · Zembla

*: In samenwerking met NPS en NOS     **: In samenwerking met AVROTROS en VPRO